# فیلیپ لورر
فیلیپ لورر (فرانسوی: Philippe Lauraire‎؛ زادهٔ ۱۴ ژوئیهٔ ۱۹۶۱) دوچرخه‌سوار اهل فرانسه است.